# Parapsicologia

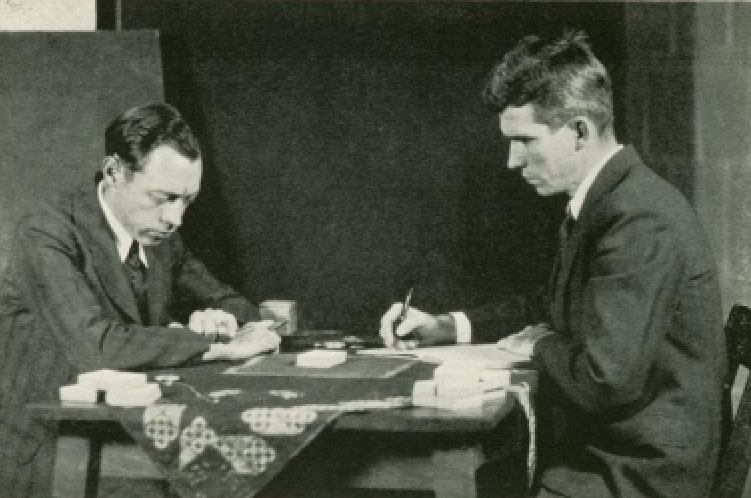
Esperimenti parapsicologici di telepatia condotti da Hubert Pearce sulle carte Zener con J. B. Rhine.

La parapsicologia (più raramente detta metapsichica) è una pseudoscienza che si propone di studiare con metodi scientifici presunti fenomeni, detti paranormali, e presunte capacità attribuibili alla psiche dell'uomo, non riconducibili alle accertate leggi fisiche.  Secondo alcune teorie, alcune persone, definiti sensitivi o medium, avrebbero particolari poteri che gli permetterebbero di interagire col mondo fisico attraverso mezzi non materiali come ad esempio la telecinesi o grazie a percezioni ottenute senza ricorrere ai sensi, come ad es. la telepatia o la chiaroveggenza.
Non è mai stata dimostrata scientificamente l'esistenza di questi fenomeni.. Oggetto di critica da parte della comunità scientifica sono sia i metodi utilizzati negli studi, sia i risultati ottenuti. La comunità scientifica e accademica è unanimemente schierata nel considerare la parapsicologia una pseudoscienza vista la mancanza, in più di un secolo di ricerche, di alcun tipo di prova oggettivamente verificabile circa l'esistenza di abilità paranormali. Alcune organizzazioni, come l'Associazione Parapsicologica (Parapsychological Association, Inc.), sostengono l'esistenza di talune forme di abilità psichiche paranormali in base ai risultati dei loro test.

## Storia
Il termine fu coniato intorno al 1889 dal filosofo e psicologo Max Dessoir. Fu poi adottato da J.B.Rhine nel 1930 al posto di "ricerca psichica" al fine di indicare un significativo discostamento dalle metodologie di laboratorio allora utilizzate. Il termine deriva dal greco παρά (para) e psicologia. I parapsicologi indicano i fenomeni psichici oggetto della loro ricerca con il termine "Psi", termine che intende essere descrittivo senza che vi sia sotteso un meccanismo.

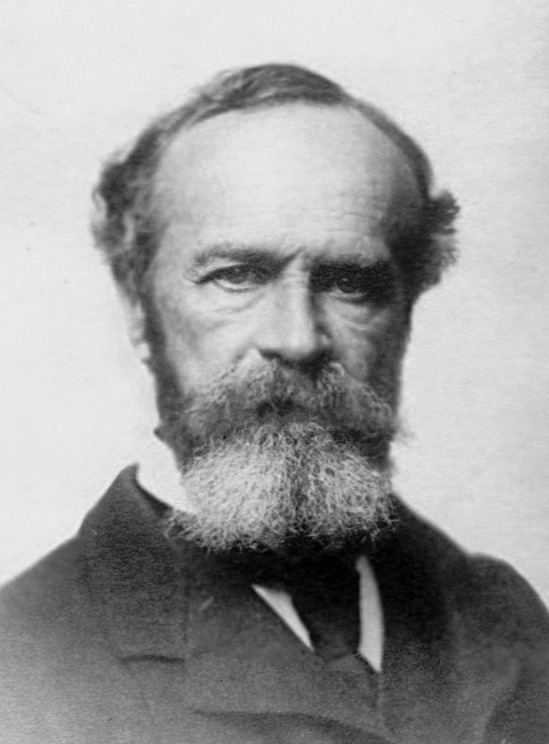
Il filosofo e psicologo statunitense William James (1842-1910) fu tra i primi a effettuare ricerche nel campo della parapsicologia

### Inizi
Nel 1875, Edmund Gurney e Frederic W. H. Myers affermarono di avere riunito un buon numero di casi, a loro dire accertati, di telepatia spontanea. Essi quindi vollero intraprendere degli esperimenti, per vedere se fosse possibile provocare la trasmissione di pensiero, e trovare così la spiegazione di quello che ritenevano un fenomeno di telepatia spontanea: e interessarono sir William Fletcher Barrett al loro progetto.
Nel 1876 il Prof. W. Barrett lesse una relazione sui suoi esperimenti all'Assemblea dell'Associazione Britannica, tenuta a Glasgow, che fu accolta con disdegno ed esclusa dall'inserzione nell'Annuario dell'Associazione.
Nel 1882 venne fondata a Londra la Society for Psychical Research (SPR). L'istituzione di tale società fu il primo passo che gli scienziati fecero per organizzarsi al fine di investigare i presunti fenomeni paranormali. I primi associati furono filosofi, studenti, scienziati, educatori e politici come Henry Sidgwick, Arthur Balfour, William Crookes, Rufus Osgood Mason and Charles Richet.. L'SPR distinse i propri studi in diverse aree: telepatia, ipnosi, fenomeni di Reichenbach, esperienze di apparizioni, e gli aspetti psichici dello spiritismo. Uno dei primi lavori svolti dall'SPR fu il "censimento delle allucinazioni" volto a ricercare esperienze di apparizioni e allucinazioni in persone sane prive di problemi psichici. Tale ricerca fu il primo tentativo di dare una valutazione statistica dei fenomeni paranormali; la successiva pubblicazione del rapporto, nel 1886, Phantasms of the Living costituisce ancora oggi una fonte importante per la ricerca parapsicologica. L'SPR divenne un modello per altre associazioni simili che sorsero in altri paesi europei e negli Stati Uniti d'America verso la fine del XIX secolo. Nel 1885 a New York nacque l'American Society for Psychical Research (ASPR) soprattutto grazie al supporto dello psicologo William James.
Oggi sia la SPR che la ASPR continuano le loro ricerche su fenomeni paranormali. Il fine della SPR è dichiarato in ogni numero del proprio giornale: esaminare senza pregiudizio e con spirito scientifico quelle facoltà dell'uomo, reali o supposte, che appaiono inesplicabili a qualsiasi ricognizione generale.

Nel 1897, Carl Gustav Jung, appena ventiduenne, tenne una conferenza nella quale sostenne l'idea dell'esistenza di una “forza vitale”, l'anima, che supera di molto la nostra coscienza, portando una vasta documentazione di fenomeni di materializzazione, telecinesi, sdoppiamento, telepatia, chiaroveggenza, i sogni profetici. Condusse degli esperimenti utilizzando come medium la propria cugina di 15 anni, e nella tesi di specializzazione sostenne per la prima volta che nello stato di trance emergono una o più personalità inconsce che sono presenti nel medium (proiezione esterna di complessi autonomi dell'inconscio). Nel 1948, arriva a concludere che 
(JUNG C.G. (1920/1948), I fondamenti psicologici della credenza negli spiriti, in: Opere, vol. 8, Bollati Boringhieri, Torino 1976)

### Era di Rhine

Le carte Zener impiegate nei primi esperimenti di telepatia

Nel 1911 la Stanford University divenne il primo istituto accademico negli Stati Uniti a studiare la percezione extrasensoriale (ESP) e la psicocinesi in laboratorio. I lavori erano guidati dallo psicologo John Edgar Coover. Nel 1930 la Duke University divenne la seconda maggiore università a indagare criticamente i presunti fenomeni ESP e la psicocinesi. Sotto la guida dello psicologo William McDougall (da poco accostatosi ai temi inerenti alla Ricerca Psichica, con un approccio di tipo scientifico-filosofico,  cfr: "Modern Materialism and Emergent Evolution", del 1929), con l'aiuto di altri tra i quali in primis Karl Zener, Joseph B. Rhine e Louisa E. Rhine misero a frutto le qualità di volontari scelti tra gli studenti e il laboratorio divenne operativo. Al contrario del tradizionale approccio della ricerca psichica, il quale generalmente richiedeva "prove qualitative" per i fenomeni paranormali, gli esperimenti alla Duke University puntarono alla ricerca "quantitativa", usando un approccio statistico con le carte Zener e i dadi. Conseguenza di questi esperimenti alla Duke fu che tale tipo di metodo fu adottato in larga parte del mondo da chi indagava i fenomeni paranormali.
Il libro pubblicato da Rhine, New Frontiers of the Mind (1937), fece conoscere al mondo le risultanze dei lavori svolti nel laboratorio. Nel suo libro Rhine utilizzava largamente la parola "parapsicologia" per descrivere le ricerche condotte alla Duke. Rhine inoltre fondò un autonomo laboratorio di parapsicologia all'interno della Duke e iniziò a pubblicare il Journal of Parapsychology del quale era coeditore McDougall.
Gli esperimenti alla Duke attirarono molte critiche dagli psicologi, i quali tacciavano tali studi di mancare di prove circa l'esistenza dell'ESP. Rhine e i suoi colleghi cercarono di indirizzare queste critiche verso nuovi esperimenti, articoli e libri e riassunse le critiche e le sue risposte al riguardo in un libro: Extra-Sensory Perception After Sixty Years. Il consiglio direttivo della Duke University ebbe nel tempo sempre meno interesse verso la parapsicologia, e dopo il pensionamento di Rhine nel 1965, ogni collegamento tra ricerca parapsicologica e l'università venne meno. In seguito Rhine diede vita alla Foundation for Research on the Nature of Man (FRNM) e all'Institute for Parapsychology per continuare i lavori svolti nel laboratorio della Duke. Nel 1995, centenario della nascita di Rhine, l'FRNM fu rinominato Rhine Research Center che ha come scopo quello di implementare la condizione umana creando una consapevolezza scientifica su quelle abilità e capacità sensitive che sembrano trascendere gli ordinari limiti dello spazio e del tempo.

### Fondazione della Parapsychological Association
L'Associazione Parapsicologica, Parapsychological Association (PA), fu creata a Durham in Carolina del Nord il 19 giugno del 1957. La sua istituzione fu proposta da J. B. Rhine in un workshop sulla parapsicologia tenuto nel laboratorio della Duke University. Il fine dell'associazione, così come descritto nello statuto, è "promuovere la parapsicologia a scienza, diffondere la conoscenza di essa e integrare le scoperte con quelle compiute in altri campi scientifici".
Sotto la direzione di Margaret Mead, l'associazione fece grandi passi in avanti nel campo della parapsicologia e nel 1969 divenne affiliata della American Association for the Advancement of Science (AAAS), la più grande associazione scientifica del mondo.. Nel 1979 il fisico John A. Wheeler affermò che la parapsicologia è una pseudoscienza e che quindi l'affiliazione all'AAAS andava riconsiderata. Tuttavia la richiesta di Wheeler non ebbe successo. Oggi, l'Associazione Parapsicologica conta 300 aderenti tra associati e affiliati e mantiene la sua affiliazione all'AAAS. Il convegno annuale dell'AAAS prevede un forum dove i parapsicologi possono presentare le proprie ricerche agli scienziati di altre aree e portare avanti la parapsicologia nell'attività di lobbismo sulle linee di condotta nazionali relative alla scienza.

### Incremento delle ricerche negli anni settanta
L'affiliazione della Parapsychological Association all'American Association for the Advancement of Science unitamente alla generale apertura verso i fenomeni psichici e all'occulto segnò gli anni settanta come il decennio caratterizzato dall'incremento delle ricerche nel campo parapsicologico. In questi anni vennero fondate altre importanti organizzazioni: l'Academy of Religion and Psychical Research, l'Institute of Noetic Sciences (1973), la International Kirlian Research Association (1975), e il Princeton Engineering Anomalies Research Laboratory (1979). Il lavoro sulla parapsicologia fu altresì svolto nello Stanford Research Institute (SRI).. Gli stessi scopi della ricerca parapsicologica furono ampliati. Lo psichiatra Ian Stevenson condusse gran parte delle proprie discusse ricerche sulla reincarnazione durante questi anni. Lo psicologo Thelma Moss impiego molto del suo tempo nello studio dell'effetto Kirlian nel laboratorio parapsicologico di UCLA. L'influenza di maestri spirituali provenienti dall'Asia e le loro affermazioni sui poteri prodotti dalla meditazione, spinse la ricerca verso gli "stati alterati della coscienza". Il direttore dell'American Society for Psychical Research, Karlis Osis, condusse esperimenti sulle esperienze extracorporee e sui segnali astrali. Il fisico Russell Targ coniò il termine "visualizzazione remota" (remote viewing) per utilizzarlo nelle sue ricerche psi nel 1974.
In quegli anni anche gli accademici che non si occupavano di parapsicologia sembravano ottimisti sulle ricerche che si stavano conducendo. Nel 1979 un sondaggio tra più di 1100 professori universitari negli Stati Uniti mise in luce come solo il 2% degli psicologi ritenesse la percezione extrasensoriale impossibile. Una più alta percentuale (34%) riteneva che i fenomeni ESP fossero già provati o che comunque fosse possibile provarli. In un'altra area di studio la percentuale fu perfino più alta: il 55% di coloro che si occupavano di scienze naturali, il 66% di coloro che si occupavano di scienze sociali (esclusi gli psicologi) e il 77% degli insegnanti d'arte e di materie umanistiche riteneva che fosse utile compiere ricerche sull'ESP. I sondaggi sul paranormale continuarono attraverso gli anni settanta sino agli inizi degli anni ottanta. Proprio all'inizio degli anni ottanta la Parapsychological Association affermò di avere ricercatori affiliati in più di trenta Stati. Inoltre, analoghe ricerche erano condotte da ricercatori non affiliati alla PA nell'Europa dell'est e in Unione Sovietica.

### Dopo gli anni settanta
Dagli anni settanta in poi la considerazione per le ricerche parapsicologiche è andata via via scemando. Le prime ricerche furono considerate inconcludenti e i parapsicologi si trovarono di fronte la forte opposizione dei loro colleghi accademici. Alcuni effetti che sembravano essere paranormali, ad esempio l'effetto Kirlian, scomparvero quando furono testati sotto stretto controllo, lasciando quindi queste ricerche a un punto morto. Molti laboratori di ricerca statunitensi furono chiusi, citando come ragione la mancanza di accettazione da parte della scienza e lasciando così la ricerca parapsicologica confinata nelle istituzioni private finanziate con fondi privati. Dopo ventotto anni di ricerche il Princeton Engineering Anomalies Research Laboratory ha chiuso i propri laboratori nel 2007.
Due università negli Stati Uniti hanno ancora dei laboratori per la parapsicologia: il dipartimento per gli studi percettivi, che è una unità del dipartimento di medicina psichiatrica dell'università della Virginia, studia la possibilità di una permanenza del conscio dopo la morte del corpo; il laboratorio Veritas dell'Università dell'Arizona conduce ricerche sui medium. Varie istituzioni private, incluso l'Institute of Noetic Sciences, conducono e promuovono la ricerca parapsicologica. La Gran Bretagna è leader in Europa nella ricerca parapsicologica con privati che hanno fondato laboratori all'interno della Università di Edimburgo, della Universita di Northampton, e della Liverpool Hope University, e anche in diverse altre. Le ricerche parapsicologiche inoltre hanno trovato incremento anche in alcune sub-discipline della psicologia. Un esempio ne è la psicologia transpersonale che si propone di studiare gli aspetti trascendenti o spirituali della mente umana e anomalie psicologiche, analizzando credenze paranormali ed esperienze soggettive anomale con i tradizionali strumenti della psicologia

## Ricerche
La parapsicologia studia un certo numero di apparenti fenomeni paranormali, tra i quali:
- Telepatia: il trasferimento di informazioni o sensazioni attraverso il pensiero tra gli individui non ricorrendo ai classici cinque sensi.
- Percezione extrasensoriale (ESP): percezioni che non possono essere attribuite ai cinque sensi
- Chiaroveggenza: capacità di acquisire conoscenze di eventi, luoghi o oggetti, che possono essere lontani (nel tempo o nello spazio) oppure nascosti, attraverso una presunta percezione extrasensoriale
- Psicocinesi: l'abilità della mente di influenzare la materia, il tempo o l'energia
- Reincarnazione: rinascita dell'anima in nuovo corpo dopo la morte

La Parapsychological Association sottolinea come il campo d'interesse non abbraccia tutti i fenomeni paranormali e così anche non si interessa di astrologia, UFO, vampiri, alchimia o stregoneria. 
Fra gli altri fenomeni parapsicologici-medianici studiati: precognizione, xenoglossia, psicometria, rabdomanzia e radioestesia, telecinesi e psicocinesi, ectoplasmia, apporto di oggetti (impronte e calchi medianici, dermografismi), termogenesi, levitazione, scrittura automatica, aura e aureola, divinazione.
I parapsicologi impiegano una moltitudine di approcci nelle loro ricerche che includono approcci qualitativi come la tradizionale psicologia ma anche metodologie quantitative empiriche. I loro studi più contestati utilizzano la meta-analisi per esaminare prove statistiche dei fenomeni paranormali.

### Esperimenti Ganzfeld

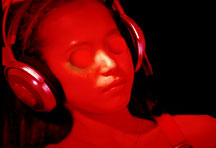
Partecipante di un esperimento Ganzfeld i cui proponenti sostengono mostrino prove di telepatia.

Gli esperimenti Ganzfeld (in tedesco significa "intero campo") sono una tecnica usata per testare le presunte capacità telepatiche di un soggetto. La tecnica fu sviluppata per mettere velocemente in silenzio il "rumore mentale" utilizzando una leggera copertura che nascondesse l'ambiente alla vista e all'udito. L'isolamento del senso della vista è solitamente ottenuto creando una luce rossa soffusa. L'udito è invece bloccato con "rumore bianco" o suoni similari. Il soggetto inoltre è di solito seduto con la schiena reclinata in una posizione confortevole per minimizzare il senso del tatto.
In un tipico esperimento ganzfeld, il "mittente" e il "ricevente" sono isolati. Al mittente è mostrato un video o immagini e gli viene chiesto di inviarle mentalmente al ricevente. A questi, mentre si trova nello stato "ganzfeld", viene chiesto di parlare a voce alta dei propri processi mentali, incluso le immagini, i pensieri e ciò che sente; alla fine del periodo di "invio", tipicamente lungo dai venti ai quaranta minuti, il ricevente viene tirato fuori dallo stato ganzfeld e gli vengono mostrate quattro immagini o dei video, uno solo dei quali è quello visualizzato dal mittente. Il ricevente prova quindi a indicare quella giusta utilizzando le percezioni avute durante l'isolamento. Secondo i parapsicologi Dean Radin, Charles Honorton, e Daryl Bem i risultati dell'esperimento condotti complessivamente in più di tremila sessioni da due dozzine di ricercatori nel mondo indicherebbe che l'immagine corretta è individuata più spesso di quanto ci si aspetterebbe in base al caso. L'affermazione fatta dai parapsicologi su tali dati che sono da loro stati definiti statisticamente significativi ha innescato un acceso dibattito sulle riviste di psicologia su come interpretare correttamente i dati. Nel 1999, Milton e Wiseman hanno pubblicato un articolo che sottolineava la non replicabilità dei risultati di Bem e Honorton.

### Psicocinesi e generazione casuale di numeri
L'avvento della potente e poco costosa elettronica e dei computer ha permesso la creazione di esperimenti pienamente automatizzati al fine di studiare l'interazione tra mente e materia. Nella maggior parte di questi esperimenti un generatore casuale di numeri (RNG), basato su rumori elettronici o radioattivi, produce un flusso di dati che sono registrati e analizzati dal software di un computer. Un individuo prova ad alterare con la mente la distribuzione dei numeri. Tale tecnica è stata usata sia per testare la psicocinesi su individui che su più ampi gruppi di persone. La maggior parte della meta-analisi dell'RNG sono state pubblicate ogni cinque anni, sin dal 1986, sulla rivista Foundations of Physics. Robert G. Jahn, fondatore del Princeton Engineering Anomalies Research (PEAR) e la collega Brenda Dunne affermano che la dimensione dei risultati è piuttosto piccola ma hanno una significatività statistica se considerati nel tempo e in relazione al tipo di esperimento. Le più recenti meta-analisi sono state pubblicate nel Psychological Bulletin unitamente a molti commenti critici. Tale meta-analisi era composta da 380 studi, con dei risultati che avevano una significatività statistica anche se molto piccola e comunque spiegabile con la publication bias cioè la tendenza dei ricercatori a attribuire un diverso valore ai risultati positivi rispetto ai risultati negativi.

## Controversie

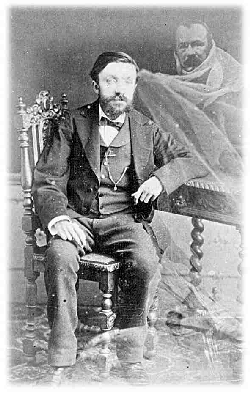
Immagine artefatta di un fantasma (ottenibile con doppia esposizione), molto comune nelle foto del XIX secolo.

Molti analisti ritengono che l'intero corpo di prove in favore della parapsicologia sia di scarsa qualità e raccolte in assenza di un adeguato controllo. Secondo questa visione, l'intero campo della parapsicologia non ha prodotto nessun risultato concludente. Essi fanno riferimento alle frodi, agli studi deficitari, a un pensiero "magico", al bias cognitivo per spiegare i risultati prodotti dalla parapsicologia.. Gli scettici notano inoltre che il desiderio della gente di credere nel paranormale comporta l'ignorare i forti elementi che provano che esso non esiste. La realtà dei fenomeni studiati dalla parapsicologia e la scientificità della ricerca stessa sono oggetto di disputa tra studiosi e ricercatori indipendenti. Nel 1988 la U.S. National Academy of Sciences pubblicò un rapporto che concludeva "non c'è alcuna giustificazione scientifica emersa dalle ricerche condotte in oltre 130 anni circa l'esistenza di fenomeni paranormali", tuttavia, nello stesso rapporto si raccomanda di monitorare alcuni ricerche come quelle sulla psicocinesi per possibili futuri sviluppi. Gli studi al Princeton Engineering Anomalies Research Lab (il cui monitoraggio era raccomandato dal rapporto sopra citato) si sono da allora conclusi fallendo nell'ottenere un responso positivo dalla comunità scientifica nonostante. Nel 2008 uno studio che utilizzava la risonanza magnetica funzionale mostrò come non ci fosse alcun individuabile effetto psi. In aggiunta a questo, i metodi usati dai parapsicologi sono considerati dai critici, e tra questi anche da coloro che hanno scritto gli standard scientifici per il California State Board of Education, pseudoscientifici.
Alcuni critiche più specifiche rilevano che i parapsicologi non hanno chiaramente definito l'oggetto del fenomeno, non danno una semplice ripetibilità dell'esperimento che possa dimostrare, a richiesta, gli effetti psi e neanche una teoria fondamentale che spieghi il passaggio paranormale di informazioni. James E. Alcock, professore di psicologia alla York University affermò che pochi dei risultati degli esperimenti parapsicologici hanno suggerito ricerche interdisciplinari nei principali campi scientifici come nella fisica o nella biologia. Alcock sostiene che la parapsicologia rimane una scienza isolata la cui validità è discutibile e nella sua interezza non è qualificabile come "scientifica".

### Frodi

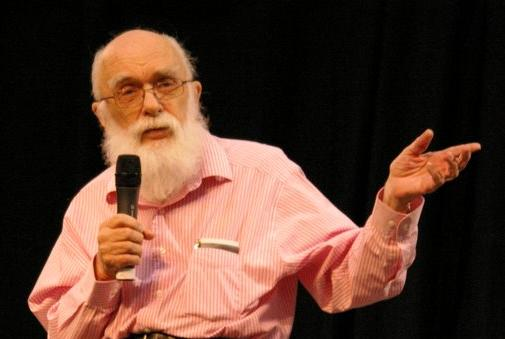
James Randi, illusionista e debunker, noto critico delle affermazioni sul paranormale

Nella storia della ricerca parapsicologica ci sono stati casi di vere e proprie frodi. Gli esperimenti Soal-Goldney del 1941-43 (che attestavano abilità precognitive) per lungo tempo furono guardati come i migliori esperimenti nel campo per i controlli indipendenti e i testimoni volti a prevenire la frodi. Tuttavia molti anni dopo, i sospetti di imbroglio furono confermati quando le prove statistiche, scoperte e pubblicate da altri parapsicologi, indicarono che il Dott. Soal aveva imbrogliato alterando i dati originali.
Walter J. Levy, direttore di un istituto di parapsicologia, riportò una serie di successi nel campo ESP che poggiavano sulla manipolazione, controllata da un computer, di soggetti non umani come uova e ratti. I suoi esperimenti mostrarono dei risultati positivi molto alti. Poiché gli esperimenti non coinvolgevano soggetti umani e poiché il processo di test era per lo più automatizzato, tali risultati non subirono le critiche circa l'observer-expectancy effect evitando così i rilievi sull'influenza che le aspettative del soggetto possono avere sul risultato. Tuttavia i ricercatori che seguirono Levy si insospettirono circa il metodo usato. Riscontrarono che Levy aveva interferito con le macchine che registravano i dati, creando manualmente stringhe di risultati positivi. Rhine licenziò quindi Levy e rese pubblica la frode in numerosi articoli.
Molti spiritisti e medium usano l'imbroglio e molti di loro sono stati smascherati già dai primi sperimentatori in questo campo, tra i quali Richard Hodgson e Harry Price. Negli anni venti l'illusionista Harry Houdini disse che ricercatori e osservatori non avevano ancora creato procedure sperimentali tali da evitare le frodi. Nel 1979 l'illusionista e debunker James Randi realizzò una truffa-trappola conosciuta come Progetto Alpha nel quale Randi inviò, sotto copertura, due giovani illusionisti al McDonnell Laboratory for Psychical Research con lo specifico fine di mostrare quanto inadeguati fossero i metodi sperimentali ivi usati e quanto presente fosse la tendenza a "credere" di chi si occupa di parapsicologia.

### Critiche dei risultati sperimentali
Sebbene alcuni analisti critici ritengano scientifico lo studio parapsicologico, non sono convinti dei risultati sperimentali. Affermano infatti che i successi dei risultati sperimentali sono da imputare a cattive procedure, ricercatori scarsamente preparati o metodi deficitari. Ad esempio i dati prodotti dal laboratorio del PEAR sono stati criticati da ricercatori come la professoressa di statistica Jessica Utts e lo psicologo Ray Hyman. 
Ci sono tuttavia delle eccezioni, come ad esempio la dichiarazione congiunta della stessa Jessica Utts e del nobel per la fisica B.D.Josephson, in cui si afferma che l'esistenza dei fenomeni PSI è stata sperimentalmente provata.
Taluni critici affermano che i risultati positivi riportati dai parapsicologi vadano attribuiti all'effetto di selezione, la maggiore meta-analisi dei risultati è stata pubblicata nel Psychological Bulletin, unitamente a una serie di commentari critici volti a escludere un bias di pubblicazione. Per i critici come Victor J. Stenger i parapsicologi fanno un cattivo uso delle meta-analisi al fine di creare l'errata impressione di una significatività statistica dei risultati.

### Mancanza di carattere cumulativo
Una critica mossa da Ray Hyman concerne quello che lui chiama "carattere cumulativo" che caratterizza la scienza. Da Newton ad oggi la fisica è molto cambiata, evolvendo sui dati precedenti; ciò non toglie, tuttavia, che l'esperimento di Newton sia ancora valido e replicabile. Validità e replicabilità che invece mancano al campo di ricerca della parapsicologia dove i precedenti esperimenti vengono scartati e ne vengono ideati di nuovi: «negli anni trenta sostenevano che erano gli esperimenti di indovinamento delle carte condotti da J. B. Rhine a provare la realtà della ESP. La generazione successiva abbandonò gli esperimenti di Rhine, ritenendoli metodologicamente troppo viziati, ed esaltò come prova delle facoltà telepatiche il lavoro di Soal-Goldney. La generazione successiva dovette abbandonare anche i risultati di Soal quando Betty Markwick (1978) dimostrò in modo convincente che Soal aveva alterato artificialmente i suoi dati. Oggi nessuno considera più le sorelle Creery, Smith e Blackburn, gli esperimenti di Rhine o quelli di Soal come valide prove dell'esistenza di facoltà paranormali.».
La teoria scientifica è caratterizzata dalla presenza di equazioni numeriche, dalla precisa predizione di fenomeni (talora non ancora noti) poi osservati in natura o in laboratorio, e da un riscontro sperimentale che sia: quantificabile, misurabile, riproducibile. Se mai esiste, il fatto paranormale è ritenuto essere l'effetto prodotto:
- della mente umana;
- di una qualche entità terza, presenza reale quanto invisibile ad occhio umano e agli strumenti: persona cosciente, libera e incorporea (ad esempio: Dio, angeli, demoni, anime di defunti);
- di entrambe: un soggetto umano, potenziato da entità terze.

Nel caso della mente umana, si tratta di facoltà ancora non del tutto note, e perciò nemmeno riproducibili e controllabili.
Negli altri due casi, il fenomeno paranormale non è riproducibile, e per questo nemmeno falsificabile.

Secondo una consolidata tradizione di fede comune a varie religioni non solo cristiane, ciò che chiamiamo Spirito può apparire in una forma corporea ai cinque sensi, ma in sé è incorporeo: non ha massa, né tempo né spazio. Non è quindi misurabile in sé, se non nei suoi eventuali effetti paranormali. 

Inoltre, tali enti in ogni qualità sono più perfetti dell'essere umano, non sono subordinati ai viventi, e nella vita ordinaria ignorano e non possono essere obbligati in qualche modo a rispondere a ciò che viene loro chiesto: il fenomeno paranormale non è riproducibile, o riproducibile "a comando", con la certezza di poter misurare ogni volta un risultato sperimentale. Non esiste la possibilità di un'istanza cruciale "spirituale", che interroghi la natura in modo da costringerla a rispondere "sì o no".

## Metapsichica
Il termine "metapsichica" fu proposto nel 1905 dal professor Charles Richet in un discorso alla Società per la Ricerca Psichica (SPR) britannica, per indicare lo studio dei fenomeni paranormali. Il termine "metapsichico", caduto in disuso da quasi un secolo, viene nuovamente riproposto nel 2017 dallo scrittore Alois Zorvën nelle sue opere filosofiche, per designare tutti i fenomeni che superano il campo fisico e metafisico con un carattere minimo di razionalità e oggettività.
Quando utilizzò la parola per la prima volta, Richet definì la metapsichica come «lo studio delle proprietà della mente che emergono dal campo limitato di osservazione della psicofisiologia ancora universalmente accettato e insegnato». Successivamente riformulò la definizione come «lo studio dei fenomeni meccanici o psicologici causate da forze che sembrano intelligenti oppure da potenze di origine sconosciuta e latenti nell'intelligenza umana».
Nel suo Traité de métapsychique pubblicato nel 1922, affermò che questa parola ebbe per lui la stessa autorità di Aristotele. Aristotele, dopo aver trattato le forze fisiche, sviluppò la trattazione delle grandi leggi della natura che vanno oltre le cose della fisica, intitolandolo metafisica (Oltre le cose fisiche), aggiungendo che «è ora importante definire il psichica. Ciò che caratterizza il fatto metapsichico, qualunque esso sia, è che sembra dovuto a un'intelligenza sconosciuta (umana o non umana)». Appartengono al dominio della metapsichica:
- i fenomeni oggettivi, percebili dai sensi dei presenti, suscettibili di una rilevazione strumentale, misurabili, quantificabili ed eventualmente riproducibili sperimentalmente;
- i fenomeni soggettivi, di natura extrasensoriale, confermati indirettamente (telepatia, chiaroveggenza, veggenza, retrospezione).

Nel suo penultimo corso di fisiologia tenuto alla Facoltà di Medicina di Parigi, il 24 giugno 1925 affermò che «un fenomeno è metapsichico quando non può essere spiegato dai fatti classici della psicologia, della meccanica o della fisiologia normale, o piuttosto abituale».
In Italia nel 1937 Emilio Servadio, insieme con Ferdinando Cazzamalli, Giovanni Schepis e Luigi Sanguineti, fondò la Società Italiana di Metapsichica che, nel 1955, cambierà nome in Società Italiana di Parapsicologia: sua rivista di riferimento, in illo tempore, il trimestrale Parapsicologia inizialmente diretto dal parapsicologo anglo-italiano William Mackenzie, bollettino edito da F.lli Bocca editori. Già nel 1950, la S.I.M. aveva avuto una defezione: Ferdinando Cazzamalli, separandosi da Servadio e gli altri soci, stabiliva le fondamenta dell'A.I.S.M. (Associazione Italiana Scientifica di Metapsichica). A Bologna, dal 1954 è in attività il C.S.P. (Centro Studi Parapsicologici), promosso, per decenni, nel corso del '900, dal medico Piero Cassoli (frequenti, negli anni '70, i suoi interventi, in tema parapsicologico, sulla rivista Minerva Medica), che nei primi anni della sua ricerca sul paranormale aveva collaborato con i ricercatori dell'AISM; egli diresse, nel 1975, anche un corso propedeutico di parapsicologia tenutosi all'Università di Bologna; la sua attività di ricercatore si indirizzò con particolare attenzione verso lo studio della pranoterapia